# Cephalodella astricta
Cephalodella astricta är en hjuldjursart som beskrevs av Myers 1934. Cephalodella astricta ingår i släktet Cephalodella och familjen Notommatidae. Inga underarter finns listade i Catalogue of Life.